# Cao Haying
Cao Haying (ur. 21 listopada 1980) – chińska zapaśniczka w stylu wolnym. Wicemistrzyni Azji w 1999 i trzecia w 2000. Siódma w mistrzostwach świata w 1999 i trzynasta w 1998 roku.